# Xã Upper Nazareth, Quận Northampton, Pennsylvania
Xã Upper Nazareth (tiếng Anh: Upper Nazareth Township) là một xã thuộc quận Northampton, tiểu bang Pennsylvania, Hoa Kỳ. Năm 2010, dân số của xã này là 6.231 người.